# 爆丸ジオガンライジング
『爆丸ジオガンライジング』（ばくがんジオガンライジング、英名：Bakugan: Geogan Rising）は、スピンマスターおよびタカラトミーより発売されている男児向け玩具・爆丸を原案としたアニメ作品。カナダのスピンマスターおよびネルバナとの共同製作となる。
前作『爆丸アーマードアライアンス』（同作の前作は『爆丸バトルプラネット』）の直接の続編となる第3期シリーズ。2021年1月24日よりカナダのテレトゥーンで放送。日本では4月2日よりYouTubeほかでのWeb配信となる。『爆丸エボリューションズ』はこの続編に当たる。

## 登場人物
前々作から登場しているキャラクターについては「爆丸バトルプラネット#登場人物」を、前作から登場しているキャラクターについては「爆丸アーマードアライアンス#登場人物」も参照。

### オーサム・ワン
ダン・クーソー
声 - 高橋李依
本作の主人公。
ウィントン・スタイルズ
声 - 福島潤
リア・ヴェネガス
声 - 赤崎千夏
シュン・カザミ
声 - 内山夕実
水属性の爆丸をパートナーとしながらも泳ぎが苦手で、水のエリアであるアクイラでのバトルに向けて水泳の特訓をする。
ライトニング
声 - 金田アキ
アジット
声 - 村田太志

### オーサム・ワンのライバル
マグナス
声 - 梶川翔平
ダンのライバル。ダンとドラゴを倒すために己を鍛えるための旅を続け、ニリアスの新たな力を手に入れる。
ヴェストロイアに行った際、幼くなる森で水を飲んだ時に若返り、デバイス無しで爆丸と話せるようになる。

### 敵対者
グレゴリウス・リード
声 - 松山鷹志
実業家および爆丸の収集家。有能であり、世界的に有名な人物。ジオガンを呼び出す研究を行っており、モバイルゲートを使ってヴェストロイアに行き、ヒーリング・コアセルを砕いて地球へと持ち帰った。己の欲望のためにコアセルを使い、戦いのために生まれし伝説の戦士ジオガンを呼び戻す。
クリスタル・ブルー
声 - 加隈亜衣
口数が少なく、神秘的な謎の少女。神出鬼没で、超能力で人や動物の心が分かったり、爆丸を探し当てることができ、ネットでは「爆丸娘」として話題となっている。かつてジオガンが住むエリアに行ったことがあり、そこで爆丸やジオガンの声を感じる力を手に入れた。
ジェニー・ハケット
声 - 諏訪彩花
発明が趣味である少女。ダンたちのクラスの転入生であり、ウィントンと後に仲良くなる。その正体はリードの助手であり、ウィントンの知識と技術を利用するために近づいたに過ぎず、ウィントンの作ったモバイルゲートを奪ってリードに手渡した。
マキュー
声 - 橘龍丸
闇の商人。カザミの海底研究所に忍び込み、開発中の衛星防衛システムを盗み出すが、シュンとシャークターに敗れる。
エベレット・レイ
声 - 柳田淳一
爆丸バトルの動画配信を行う敏腕プロデューサー。再生数を稼ぐためには手段を選ばない。
ストラタ
声 - 奈良徹
爆丸ハンター。フェラスカルたち消えない爆丸に目をつけ、大金持ちになろうとすると画策する。

### その他
アリソン、ローレン
声 - 手塚ヒロミチ、田邊幸輔
ロックと爆丸の融合を目指す爆丸ロッカー「ニードルズ」の2人組。動画チャンネルを立ち上げ、オーサム・ワンに代わってNo.1になろうとする。
ベントン・ダスク
声 - 三木眞一郎
世界的企業ダスク・インダストリーの社長であり、ダンたちの良き理解者。ウィントンと共に新しいモバイルゲートを作る。
デュラン・ディーン
声 - 斉藤貴美子
プロの子役である少年。レイと協力して爆丸バトルのライブ配信を行い、リアを倒して有名になろうとする。パートナー爆丸はノベリウス。
マサト・カザミ
声 - 赤羽根健治
シュンの従兄弟であり、カザミホールディングスの社長。前作のハーヴィックの件で宇宙には未知の脅威が存在することを知り、それに対抗する手段として衛星防衛システムという兵器を作っている。爆丸が消滅するようになってバトルが行われなくなったため、爆丸たちの力を借りる必要もないと考えるようになったが、シュンとシャークターの活躍を見て人間と爆丸の絆を思い出し、兵器開発をやめて爆丸のためのドローム研究に着手することになる。
エミリー
声 - 春川友紀
マグナスの妹。ストラタとレイに連れ去られ、むりやり爆丸バトルをやらされそうになるが、オーサム・ワンとマグナスに助けられる。
ジェニファー
声 - 佐藤はな
ウィントンの妹。
アントン
声 - 柚木尚子
ウィントンの弟。

## 登場爆丸

### オーサム・ワンの爆丸
謎の現象によりバトルで負けた爆丸は消滅するようになったが、ドラゴを除く5体の爆丸はバトルに負けても消えることはない。
ドラゴノイド
声 - 武内駿輔
ダンのパートナー。
ファルクロン
声 - 高橋信
ウィントンのパートナー。鳥タイプ。属性は風。
フェネカ
声 - 大空直美
リアのパートナー。キツネタイプ。属性は光。自分勝手で気分屋であり、プライドが高くなかなか言うことを聞かない。関西弁で話す。
シャークター
声 - 小田柿悠太
シュンのパートナー。サメタイプ。属性は水。
フェラスカル
声 - 西村ちなみ
ライトニングのパートナー。猫タイプ。属性は闇。いたずら好きな性格。語尾に「ニャンス」と付ける。
ピンチタウラー
声 - 渡辺明乃
アジットのパートナー。サンドクラブタイプ。属性は金。穏やかでとてものんびり屋。めったなことでは怒らないが、サソリと間違われると激怒して大暴れする。

### その他の爆丸
クラカノイド
声 - 金谷ヒデユキ
アリソンが新しく見つけたパートナー。ダイオウイカタイプ。属性は水。口癖は「ロックラロール!」。
ヴァイロック
声 - 日笠陽子
ヴェストロイア最高評議会の一員。属性は金。爆丸たちを捕まえ、自分たちの欲望のために使う身勝手な人間を憎んでいる。人間たちから爆丸とジオガンを守るために、地球とヴェストロイアを結ぶゲート「グレートネクサス」を閉じ、分離することを提案する。

## 用語
ジオガン
戦いのために生まれた伝説の戦士。太古のヴェストロイアで爆丸とともに栄え、自らの意思で表舞台から消えたが、現代になって人間の手で呼び戻されることになる。
最高評議会
ヴェストロイアの全てを決定する機関。ヴァイロック、ピラビオン、ゴーレーン、チコがそのメンバーで、本来は4体の爆丸の話し合いにより決められるが、チコがいた席が空いた状態となっていたため、新たにドラゴがその座に就くことになる。
評議会の意見が拮抗した時はバトルジャッジメントを開き、評議会メンバーそれぞれが代表の爆丸を選んでバトルをし、勝利した陣営の意見が通ることになっている。評議会メンバーはバトルのルールをそれぞれ設定することができ、ゴーレーンは属性の向き不向きがないようにヴェストロイアの6つの属性の地でバトルすること、ピラビオンは各メンバーが代表の爆丸を3体選んで戦わせること、ドラゴは各爆丸は人間のパートナーと共に戦っても良いということ、ヴァイロックはバトルでジオガンを召喚しても良いということを提案した。
アーティファクト
古代ヴェストロイアの属性であり、ヴェストロイアを構成する6つの属性エリアを見守る神聖な力。6つの各エリアにそれぞれあるアーティファクトの力を借りることができれば、とてつもなく強大な力を得ることができる。伝説によると、アーティファクトの力は真の戦士たる者が必要なときにのみ発動できると言われている。

## スタッフ
- 原作 - SPIN MASTER[3]
- 原案 - 杉本道俊[3]
- 監督 - 岡本英樹[3]
- シリーズ構成 - 村山功[3]
- キャラクターデザイン - 高田真理[3]、幸野浩二[3]
- 爆丸デザイン - 別役裕之[3]、小野可奈子[3]
- 音響監督 - はたしょう二[3]
- 音楽 - 高梨康治（Team-MAX）[3]、鈴木暁也（Team-MAX）[3]、ヨハネスニルソン（Team-MAX）[3]
- アニメーション制作 - トムス・エンタテインメント[3]
- アニメーション制作協力 - スタジオ雲雀[3]
- 製作 - 爆丸ジオガンライジング製作委員会

## 主題歌
「PLANET HERO」
ダン・クーソー（高橋李依）とドラゴノイド（武内駿輔）によるオープニングテーマ。作詞は橋本彩子、作曲・編曲は南悠翔。
「NEVER END」
上月せれなによるエンディングテーマ。作詞は柿沼雅美、作曲は湯原聡史、編曲は水島康貴。

## 各話リスト
| 話数   | サブタイトル                       | 脚本     | 絵コンテ                    | 演出               | 作画監督                                                                  | 総作画監督 | 配信日        |
| ------ | ---------------------------------- | -------- | --------------------------- | ------------------ | ------------------------------------------------------------------------- | ---------- | ------------- |
| 第1話  | ドラゴ復活！                       | 村山功   | 岡本英樹                    | 吉田俊司           | 幸野浩二 飯田光尋 小林一三 徳田夢之介 渡部桂太 櫻井拓郎                   | 山形孝二   | 2021年 4月2日 |
| 第1話  | ガラクタ島の爆丸                   | 村山功   | 岡本英樹                    | 吉田俊司           | 幸野浩二 飯田光尋 小林一三 徳田夢之介 渡部桂太 櫻井拓郎                   | 山形孝二   | 2021年 4月2日 |
| 第2話  | リアとフェネカ                     | 村山功   | キムラシンイチロウ 詩村宏明 | キムラシンイチロウ | 小林一三 櫻井拓郎 斎藤美香 栗井重紀 片岡恵美子 青野厚司 安形佳己 幸野浩二 | 山形孝二   | 4月16日       |
| 第2話  | ライトニングとフェラスカル         | 村山功   | キムラシンイチロウ 詩村宏明 | キムラシンイチロウ | 小林一三 櫻井拓郎 斎藤美香 栗井重紀 片岡恵美子 青野厚司 安形佳己 幸野浩二 | 山形孝二   | 4月16日       |
| 第3話  | ピンチタウラーの秘密               | 秋永馬守 | 辻初樹                      | 金森勝             | 中城悦雄 佐藤綾子 稲田真樹 林青 王振业                                    | 山形孝二   | 4月30日       |
| 第3話  | 俺の名はシャークター               | 秋永馬守 | 辻初樹                      | 金森勝             | 中城悦雄 佐藤綾子 稲田真樹 林青 王振业                                    | 山形孝二   | 4月30日       |
| 第4話  | 転入生・ハケット                   | 村山功   | 瀬村俊一郎                  | 又野弘道           | 幸野浩二 櫻井拓郎 清水勝祐 渡部桂太 飯田光尋                              | 山形孝二   | 5月14日       |
| 第4話  | マグナス再び                       | 村山功   | 瀬村俊一郎                  | 又野弘道           | 幸野浩二 櫻井拓郎 清水勝祐 渡部桂太 飯田光尋                              | 山形孝二   | 5月14日       |
| 第5話  | ヒーリング・コアセル               | 秋永馬守 | 佐々木萌 勝亦祥視           | 佐々木萌           | 小見川美穂                                                                | 山形孝二   | 5月28日       |
| 第5話  | 伝説の存在                         | 秋永馬守 | 佐々木萌 勝亦祥視           | 佐々木萌           | 小見川美穂                                                                | 山形孝二   | 5月28日       |
| 第6話  | ジオガン                           | 村山功   | キムラシンイチロウ          | キムラシンイチロウ | 中城悦雄 佐藤綾子 安形佳己 櫻井拓郎 稲田真樹 飯田光尋                     | 山形孝二   | 6月11日       |
| 第6話  | アーキレオン                       | 村山功   | キムラシンイチロウ          | キムラシンイチロウ | 中城悦雄 佐藤綾子 安形佳己 櫻井拓郎 稲田真樹 飯田光尋                     | 山形孝二   | 6月11日       |
| 第7話  | 謎の爆丸を追え                     | 山下憲一 | 仁昌寺義人                  | 奥村よしあき       | 幸野浩二 安形佳己 林青 王振业                                             | 山形孝二   | 6月25日       |
| 第7話  | 狙われたドラゴ                     | 山下憲一 | 仁昌寺義人                  | 奥村よしあき       | 幸野浩二 安形佳己 林青 王振业                                             | 山形孝二   | 6月25日       |
| 第8話  | 新しきニリアス                     | 小山眞   | 辻初樹                      | 吉田俊司           | 中城悦雄 小林一三 稲田真樹 飯田光尋                                       | 山形孝二   | 7月9日        |
| 第8話  | ゲートカード                       | 小山眞   | 辻初樹                      | 吉田俊司           | 中城悦雄 小林一三 稲田真樹 飯田光尋                                       | 山形孝二   | 7月9日        |
| 第9話  | 最高評議会の思惑                   | 秋永馬守 | 勝亦祥視                    | 佐々木萌           | 小見川美穂                                                                | 山形孝二   | 7月23日       |
| 第9話  | ドラゴの挑戦                       | 秋永馬守 | 勝亦祥視                    | 佐々木萌           | 小見川美穂                                                                | 山形孝二   | 7月23日       |
| 第10話 | 下される決断                       | 山下憲一 | 瀬村俊一郎                  | 又野弘道           | 安形佳己 幸野浩二 稲田真樹                                                | 山形孝二   | 8月6日        |
| 第10話 | 三つ子を探せ                       | 山下憲一 | 瀬村俊一郎                  | 又野弘道           | 安形佳己 幸野浩二 稲田真樹                                                | 山形孝二   | 8月6日        |
| 第11話 | わくわく爆丸ショー                 | 小林雄次 | 釘宮洋                      | 又野弘道           | 小林一三 中城悦雄 櫻井拓郎 飯田光尋 阿形大輔 林青 王振业                  | 山形孝二   | 8月20日       |
| 第11話 | 歌姫クリスタル・ブルー             | 小林雄次 |                             | 又野弘道           | 小林一三 中城悦雄 櫻井拓郎 飯田光尋 阿形大輔 林青 王振业                  | 山形孝二   | 8月20日       |
| 第12話 | マグナスの旅                       | 村田功   | 辻初樹                      | 吉田俊司           | 中城悦雄 安形佳己 幸野浩二 稲田真樹 阿形大輔                              | 山形孝二   | 9月3日        |
| 第12話 | ビーチでの爆丸バトル               | 村田功   |                             | 吉田俊司           | 中城悦雄 安形佳己 幸野浩二 稲田真樹 阿形大輔                              | 山形孝二   | 9月3日        |
| 第13話 | マッドマスク団                     | 小山眞   | 佐々木萌                    | 佐々木萌           | 小見川美穂                                                                | 山形孝二   | 9月17日       |
| 第13話 | マッドマスクのボス                 | 小山眞   | 佐々木萌                    | 佐々木萌           | 小見川美穂                                                                | 山形孝二   | 9月17日       |
| 第14話 | ゴミ山のプリンセス                 | 山下憲一 | 奥村よしあき 釘宮洋         | 奥村よしあき       | 安形佳己 小林一三 山形孝二 稲田真樹 飯田光尋                              | 山形孝二   | 10月1日       |
| 第14話 | 謎のUMA・ラママン                  | 山下憲一 |                             | 奥村よしあき       | 安形佳己 小林一三 山形孝二 稲田真樹 飯田光尋                              | 山形孝二   | 10月1日       |
| 第15話 | 噂の看板猫                         | 小山眞   | 齋藤徳明                    | 又野弘道           | 中城悦雄 安形佳己 山形孝二 飯田光尋                                       | 山形孝二   | 10月15日      |
| 第15話 | オーサム・ワンの大冒険             | 小山眞   |                             | 又野弘道           | 中城悦雄 安形佳己 山形孝二 飯田光尋                                       | 山形孝二   | 10月15日      |
| 第16話 | 思い出の味                         | 村山功   | 瀬村俊一郎                  | キムラシンイチロウ | 小林一三 飯田光尋 中城悦雄 安形佳己 稲田真樹                              | 山形孝二   | 10月29日      |
| 第16話 | バーチャルバトル                   | 村山功   | 瀬村俊一郎                  | キムラシンイチロウ | 小林一三 飯田光尋 中城悦雄 安形佳己 稲田真樹                              | 山形孝二   | 10月29日      |
| 第17話 | 火山島SOS                          | 小林雄次 | 佐々木萌                    | キムラシンイチロウ | 小見川美穂                                                                | 山形孝二   | 11月12日      |
| 第17話 | パニック・イン・ピンポイントパーク | 小林雄次 |                             | キムラシンイチロウ | 小見川美穂                                                                | 山形孝二   | 11月12日      |
| 第18話 | アンダーグラウンド・パニック       | 佐多賢人 | 釘宮洋                      | 鈴木拓磨           | 中城悦雄 安形佳己 小林一三 山形孝二 稲田真樹 飯田光尋                     | 山形孝二   | 11月26日      |
| 第18話 | ウィーアー、エグジット！           | 佐多賢人 |                             | 鈴木拓磨           | 中城悦雄 安形佳己 小林一三 山形孝二 稲田真樹 飯田光尋                     | 山形孝二   | 11月26日      |
| 第19話 | バトルジャッジメント開幕           | 村山功   | 佐々木萌                    | まついひとゆき     | 中城悦雄 安形佳己 稲田真樹 飯田光尋                                       | 山形孝二   | 12月10日      |
| 第19話 | アルティメットヴァイロック         | 村山功   |                             | まついひとゆき     | 中城悦雄 安形佳己 稲田真樹 飯田光尋                                       | 山形孝二   | 12月10日      |
| 第20話 | 水の都アクイラ                     | 村山功   | 辻初樹                      | 吉田俊司           | 安形佳己 山形孝二 稲田 真樹 飯田光尋                                      | 山形孝二   | 12月24日      |
| 第20話 | 激流を超えて                       | 村山功   | 辻初樹                      | 吉田俊司           | 安形佳己 山形孝二 稲田 真樹 飯田光尋                                      | 山形孝二   | 12月24日      |
| 第21話 | ウィントンの秘策                   | 秋永馬守 | 佐々木萌                    | 吉田俊司           | 小見川美穂                                                                | 山形孝二   | 2022年 1月7日 |
| 第21話 | ベンターナの試練                   | 秋永馬守 | 佐々木萌                    | 吉田俊司           | 小見川美穂                                                                | 山形孝二   | 2022年 1月7日 |
| 第22話 | 人と爆丸                           | 山下憲一 | 又野弘道                    | 又野弘道           | 中城悦雄 安形佳己 稲田真樹 飯田光尋                                       | 山形孝二   | 1月21日       |
| 第22話 | ハオラーのアーティファクトを追え   | 山下憲一 | 又野弘道                    | 又野弘道           | 中城悦雄 安形佳己 稲田真樹 飯田光尋                                       | 山形孝二   | 1月21日       |
| 第23話 | マグナスの願い                     | 佐多賢人 | 辻初樹                      | 三浦辰夫           | 山形孝二 安形佳己 中城悦雄 飯田光尋                                       | 山形孝二   | 2月4日        |
| 第23話 | ダーカビアの試練                   | 佐多賢人 | 辻初樹                      | 三浦辰夫           | 山形孝二 安形佳己 中城悦雄 飯田光尋                                       | 山形孝二   | 2月4日        |
| 第24話 | 炎の絆                             | 小林雄次 | 釘宮洋                      | まついひとゆき     | 山形孝二 安形佳己 稲田真樹 飯田光尋                                       | 山形孝二   | 2月18日       |
| 第24話 | 闇を越えて行け                     | 小林雄次 | 釘宮洋                      | まついひとゆき     | 山形孝二 安形佳己 稲田真樹 飯田光尋                                       | 山形孝二   | 2月18日       |
| 第25話 | ダンVSマグナス                     | 小山眞   | 岡本英樹                    | 佐々木萌           | 小見川美穂                                                                | 山形孝二   | 3月4日        |
| 第25話 | 究極の果て                         | 小山眞   | 岡本英樹                    | 佐々木萌           | 小見川美穂                                                                | 山形孝二   | 3月4日        |
| 第26話 | ジオフォージドラゴノイド           | 村山功   | 勝亦祥視                    | 吉田俊司           | 中城悦雄 安形佳己 幸野浩二 稲田真樹                                       | 山形孝二   | 3月18日       |
| 第26話 | 未来を繋ぐもの                     | 村山功   | 勝亦祥視                    | 吉田俊司           | 中城悦雄 安形佳己 幸野浩二 稲田真樹                                       | 山形孝二   | 3月18日       |